# Pollux Nunatak
Pollux Nunatak är en nunatak i Antarktis. Den ligger i Västantarktis. Argentina, Chile och Storbritannien gör anspråk på området. Toppen på Pollux Nunatak är 11 meter över havet.
Terrängen runt Pollux Nunatak är varierad. Trakten är obefolkad. Det finns inga samhällen i närheten. 